# Tycherus brevifacies
Tycherus brevifacies är en stekelart som beskrevs av Ranin 1983. Tycherus brevifacies ingår i släktet Tycherus och familjen brokparasitsteklar. Inga underarter finns listade i Catalogue of Life.